# One Vision
〈One Vision〉은 1985년 11월 싱글로 발매된 뒤 1986년 음반 《A Kind of Magic》에 수록된 영국의 록 밴드 퀸이 작곡하고 녹음한 곡이다. 이 노래는 원래 로저 테일러에 의해 고안되었다.
이 곡은 1985년 초 라이브 에이드에서의 이 밴드의 "박수갈채" 공연이나 마틴 루터 킹의 인생과 착취에 영감을 받은 것으로 추측되고 있다. 2011년 BBC 다큐멘터리 《Queen: Days of Our Lives》에서 테일러는 자신의 가사가 "마틴 루터 킹의 유명한 연설에 반쯤 어긋났다"고 말했다. 이 곡의 뮤직 비디오는 1975년 〈Bohemian Rhapsody〉 비디오에서 이 밴드의 유명한 포즈의 "모핑" 효과를 1985년 버전의 같은 포즈로 특징지었다. 이 곡은 퀸의 모든 라이브 콘서트 공연인 Magic Tour 공연에 각 콘서트의 첫 곡으로 포함되었다. 그들은 〈One Vision〉을 도입곡으로 선택했다고 주장했다. 그 곡이 완벽한 콘서트 소개를 했기 때문이다.

## 차트 성능
〈One Vision〉은 네덜란드 (21위), 스위스 (24위), 그리고 서독 (26위)에서 상위 40위에 오르며, 많은 나라에서 퀸의 또 다른 히트 싱글이 되었다. 또한 61위로 정점을 찍은 미국 빌보드 핫 100과 76위로 정점을 찍은 캐나다 RPM 100 싱글 차트에서 작은 차트 성공을 거두었다. 그것은 영국 싱글 차트에서 7위까지 오르며, 그 밴드의 모국인 영국과 5위에 오른 아일랜드에서 큰 히트가 되었다. 그것은 또한 오스트레일리아 켄트 뮤직 리포트에서 10위로 정점을 찍었다.

## 곡 목록
7인치 싱글
A Side. "One Vision" (Single Version) - 4:02
B Side. "Blurred Vision" - 4:41
12인치 싱글
A Side. "One Vision" (Extended Version) - 6:28
B Side. "Blurred Vision" - 4:41

## 인증
| 국가                               | 인증 | 판매량/출하량 |
| ---------------------------------- | ---- | ------------- |
| 영국 (BPI)                         | 실버 | 200,000       |
| 판매량+스트리밍을 기반으로 한 인증 |      |               |